# Безнин, Михаил Андреевич
Михаил Андреевич Без(д)нин-Нащокин — русский служилый человек, опричник из дворянского рода Нащокиных. Один из дядек (воспитателей) будущего царя Фёдора Ивановича. Двоюродный брат печатника Романа Алферьева.

## Биография

### Первые сведения
Впервые Михаил Безнин упоминается в 1550 году — в Тысячной книге, где он был записан в третьей статье. По списку служилых людей, который содержала эта книга, была сформирована «Избранная тысяча», представители которой занимали важные должности в поместном войске. В 1558—1559 он был назначен головой при первом воеводе большого полка, которые стояли на берегу Оки для защиты от крымского нападения. В 1559—1560 принял участие в ряде походов Ливонской войны в должности головы. В 1560 участвовал в штурме Алыста, а затем ходил к Вильянди. В 1563 году в должности есаула участвовал в осаде Полоцка, где отличился тем, что во время переговоров воеводы Ивана Черемисинова с полоцким писарем Лукашем об условиях сдачи города подъехал к ним, и потребовал заканчивать переговоры — «государевой рати без дела почто томиться?» Эта выходка, вероятно, была заранее спланирована и оказала определённое психологическое влияние на Лукаша. После взятия Полоцка он был отправлен сеунчом с этим известием в Новгород, Псков и Юрьев. Летом этого же года Безнин принял участие в переговорах с литовскими послами; осенью выполнял должность пристава к литовскому послу.

### Опричнина
Михаил Безнин одним из первых вступил в опричнину, и в опричных разрядах появился уже в сентябре 1565 года, когда с князем Д. И. Вяземским ходил из Москвы под Болхов. В сентябре 1567 года был под Калугой вторым воеводой передового полка, в 1568—1569 — вторым воеводой большого полка под Тулой, затем опять под Калугой. Вместе с князем П. И. Барятинским принял участие в восстановлении укреплений Москвы после её сожжения в результате крымского похода. Вскоре за тем на несколько месяцев был назначен в дядьки к царевичу Фёдору Ивановичу. Затем был назначен воеводой и руководил строительством укреплений. В 1571—1572 был первым воеводой в Ругодиве. В январе 1573 участвовал в штурме Пайды, где был оставлен наместником. В этом же году одержал победу под Колыванью: «И воевода Михайло Безнин по государеву указу под Колыванью был, и колыванские места воевал, и многих немецких людей побил, и языки поимал». Как и его двоюродный брат Роман Васильевич Алферьев, активно участвовал в местнических спорах с целью продвижения по службе. Когда в 1582 году Михаил Андреевич проиграл местническое дело, то «от той боярской обвинки хотел постритца», в результате сам Иван Грозный пересмотрел это дело в пользу Безнина. В сентябре этого же году получил чин думного дворянина и стал полноправным членом Боярской думы. В 1582 году Михаил Безнин участвовал в походе на шведов в качестве третьего воеводы большого полка, одержав вместе с Дмитрием Хворостининым победу в битве под Лялицами. В 1584 году ходил казанский поход, затем участвовал в отражении крымского набега на Оке. В битве на реке Выссе разбил наголову крупный крымский отряд, освободив многочисленный полон. В 1586 году участвовал в царском походе к Новгороду, а затем находился в Польше в составе «великого посольства».

### Монашество
В 1584 году умер царь Иван Грозный. Когда к власти пришёл Борис Годунов, в опалу попали многие знатные люди, в том числе Роман Алферьев. Михаил Безнин решил не дожидаться опалы — и, если в январе 1586 года упоминается о его победе в местническом деле, то в августе он уже упоминается в документах Иосифо-Волоколамского монастыря как новый монах — «старец Мисаил Безнин». Вскоре он занял руководящее положение в монастыре и во всех документах упоминался сразу же после игумена. В 1591 он начал широкую ростовщическую операцию — зажиточным крестьянам были выданы деньги взаймы для приобретения скота, для взявших деньги был установлен повышенный оброк. В результате на следующий год эти деньги вернулись в монастырь, через год чистая прибыль составила 100 рублей, а впоследствии — по 600 рублей ежегодно. В результате крестьяне и другие монахи эту операцию Михаила Безнина не одобряли; однако это его не остановило — например, по его приказу следовало «прислати в монастырь, сковав, к старцу Мисаилу» крестьянина, не захотевшего взять ссуду, где он обещал его в традициях опричнины обучить, «как ему жити с тое подмоги». Вскоре Михаил Безнин провёл новую реформу и повысил оброки с крестьян монастырских вотчин. В 1592 году, например, размер оброка, взимаемого со слободы Осташково, возрос вчетверо. В результате осенью 1593 года вспыхнули крестьянские восстания. В связи с этим приехала комиссия из Москвы. Кроме того, монахи также были недовольны, поэтому у них с Безниным возникали постоянные конфликты. В феврале 1594 года крестьян удалось усмирить, причём Безнин наложил на зачинщиков крупные денежные штрафы, но от своих реформ всё-таки отказался, а потом и сам был вынужден уйти из монастыря. Известен также тем, что, будучи в монастыре, составил летописец за 80—90-е годы XVI века. В 1598 году он уже был монахом в Троице-Сергиевом монастыре, где подписал грамоту об избрании на царство Бориса Годунова. К этому моменту Михаилу Безнину было около 70 лет, а данное упоминание о нём является последним.